# Elysius cingulata
Elysius cingulata är en fjärilsart som beskrevs av Walker 1856. Elysius cingulata ingår i släktet Elysius och familjen björnspinnare. Inga underarter finns listade i Catalogue of Life.